# Arrade massalis
Arrade massalis är en fjärilsart som beskrevs av Swinhoe 1885. Arrade massalis ingår i släktet Arrade och familjen nattflyn. Inga underarter finns listade i Catalogue of Life.